# Meltonausrüstung

Melton für US-amerikanische Uniformen (Hockanum Mills Co., Rockville, Connecticut, 1918)
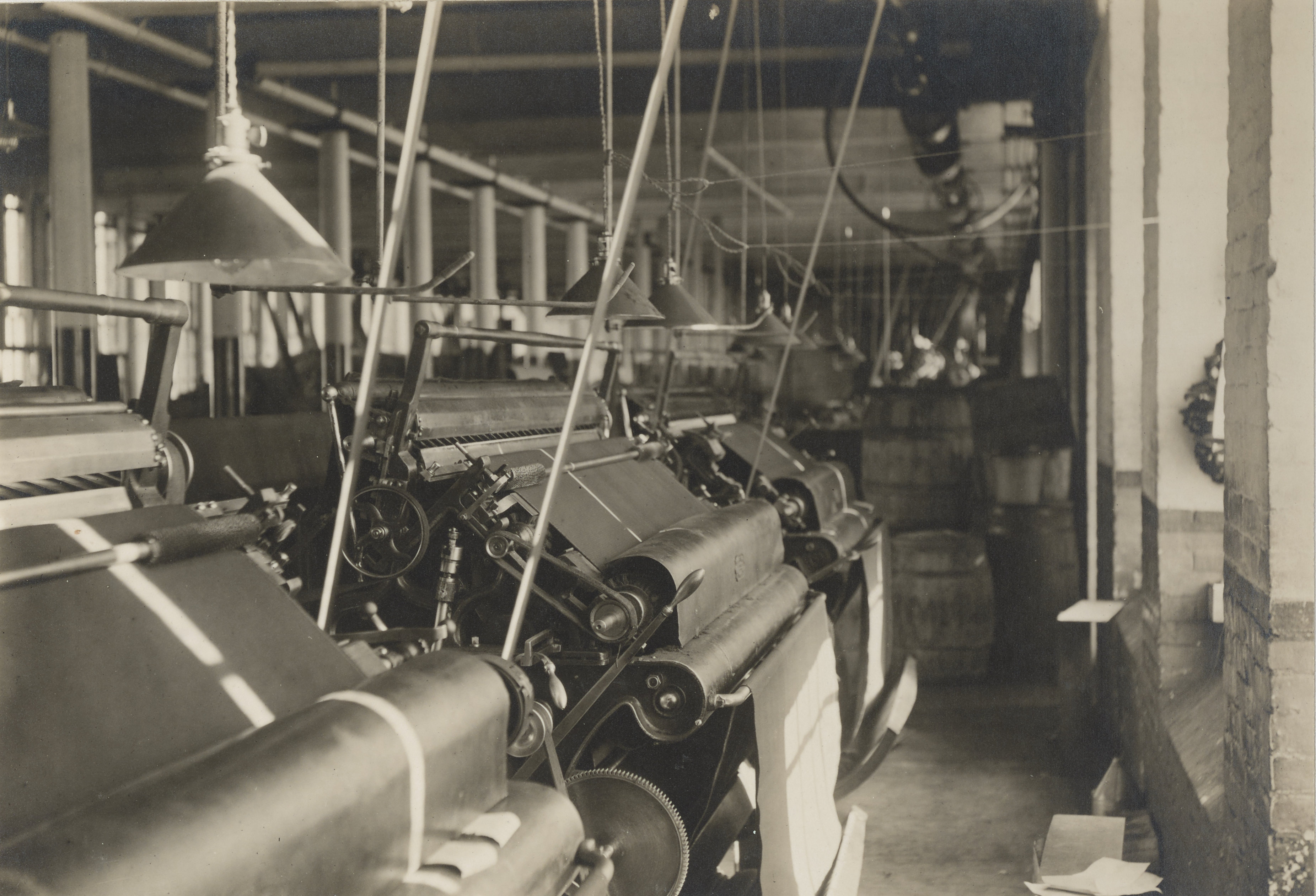
Schermaschinen
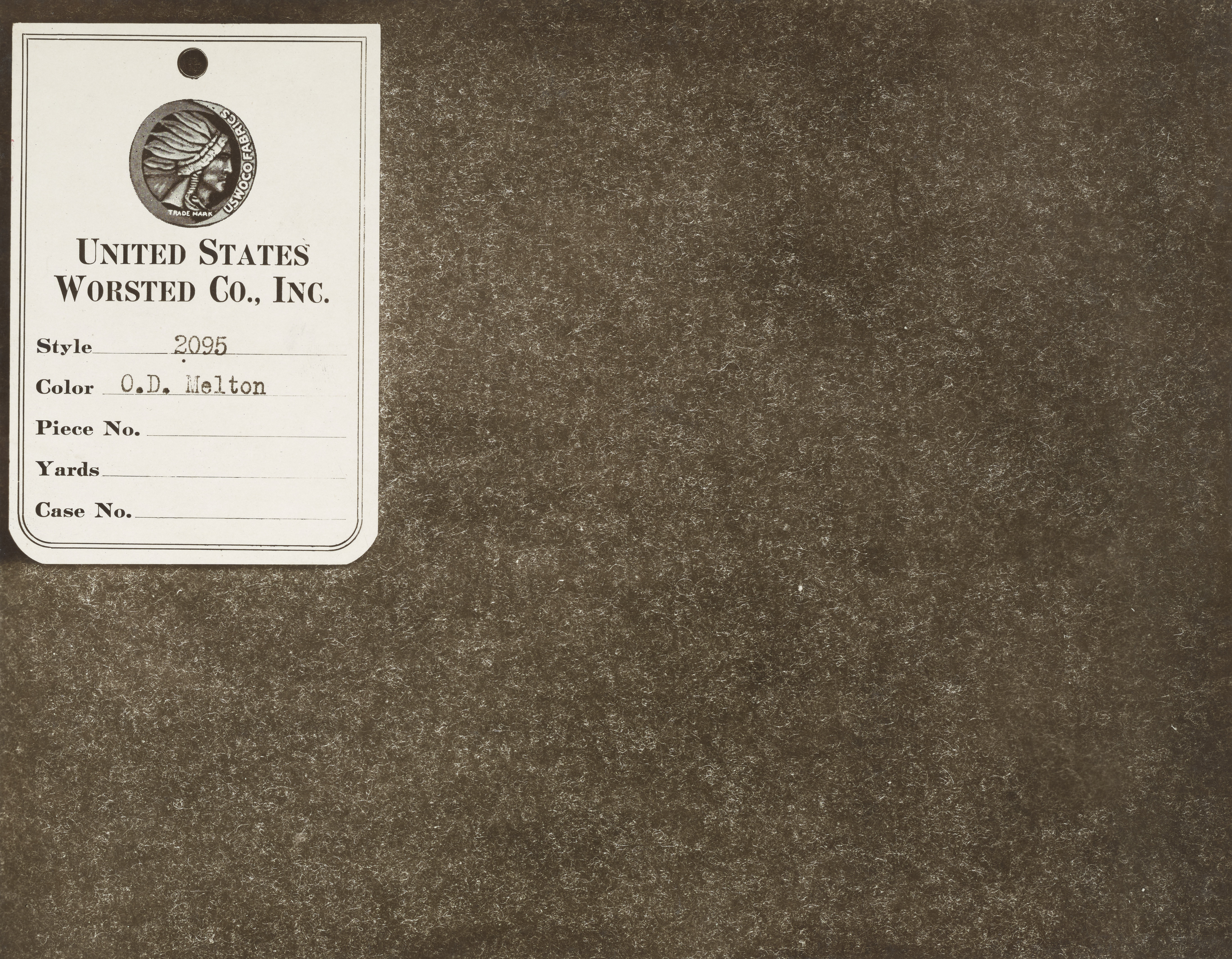
Stoffmuster

Die Meltonausrüstung ist eine Veredlungstechnik für Streichgarnstoffe aus Wolle, die durch starkes Walken und leichtes Rauen einen dichten, kurzen, strichlosen, stumpfen, verfilzten Faserflor erhalten. Das Bindungsbild des Gewebes ist nicht mehr zu erkennen. Stellen, die dem Verschleiß ausgesetzt sind, wetzen sich leicht ab.
Melton ist ein schwereres Gewebe als Flanell, die Oberfläche ist rauer und ungleichmäßiger. Eine gegensätzliche Ausrüstung ist die Kahlausrüstung.